# Julian Rauchfuss
Julian Rauchfuss (2 settembre 1994) è un ex sciatore alpino tedesco.

## Biografia
Specialista delle prove tecniche attivo dal dicembre del 2008, Rauchfuss ha debuttato in Coppa Europa il 26 gennaio 2010 ad Arber in slalom gigante (45º) e in Coppa del Mondo il 22 dicembre 2017 a Madonna di Campiglio in slalom speciale, senza completare la prova. In Coppa Europa ha conquistato il primo podio il 5 gennaio 2020 a Vaujany in slalom speciale (3º), l'unica vittoria il 3 dicembre dello stesso anno a Gurgl in slalom gigante e l'ultimo podio il 18 marzo 2021 a Reiteralm nella medesima specialità (2º).
Il 14 novembre 2021 ha ottenuto il miglior piazzamento in Coppa del Mondo, a Lech/Zürs in parallelo (9º), e ai successivi XXIV Giochi olimpici invernali di Pechino 2022, sua unica presenza olimpica, ha vinto la medaglia d'argento nella gara a squadre, si è classificato 20º nello slalom gigante e non ha completato lo slalom speciale. Ha preso per l'ultima volta il via in Coppa del Mondo il 12 marzo 2023 a Kranjska Gora in slalom gigante, senza completare la prova, e si è ritirato al termine di quella stessa stagione 2022-2023: la sua ultima gara in carriera è stata lo slalom speciale dei Campionati tedeschi 2023, disputato il 2 aprile a Plan e non completato da Rauchfuss. Non ha preso parte a rassegne iridate.

## Palmarès

### Olimpiadi
- 1 medaglia:
  - 1 argento (gara a squadre a Pechino 2022)

### Coppa del Mondo
- Miglior piazzamento in classifica generale: 94º nel 2022

#### Coppa del Mondo - gare a squadre
- 1 podio:
  - 1 terzo posto

### Coppa Europa
- Miglior piazzamento in classifica generale: 6º nel 2020
- 5 podi:
  - 1 vittoria
  - 1 secondo posto
  - 3 terzi posti

#### Coppa Europa - vittorie
| Data            | Località | Paese   | Specialità |
| --------------- | -------- | ------- | ---------- |
| 3 dicembre 2020 | Gurgl    | Austria | GS         |

Legenda:

GS = slalom gigante

### Campionati tedeschi
- 3 medaglie:
  - 2 argenti (slalom gigante nel 2018; slalom speciale nel 2022)
  - 1 bronzo (slalom speciale nel 2013)